# Economía de Italia
La Economía de Italia es la octava economía a nivel mundial
de acuerdo con el criterio del PIB nominal primario de los términos europeos. A nivel regional, la italiana es la tercera mayor economía de la eurozona, detrás de Alemania y Francia. En términos relativos o de paridad de poder adquisitivo (PPA), se encuentra también entre las mayores del mundo. El sector secundario o industrial ha sido el motor del desarrollo italiano, y el actual eje de su economía. Como en la economía de muchos de los países europeos, el sector terciario o sector servicios también tiene un gran peso en la economía italiana. El país ha sido también miembro fundador de la Unión Europea, de la eurozona, de Organización para la Cooperación y el Desarrollo Económicos (OCDE) y del grupo G-7.
En el período de posguerra, Italia se transformó de una economía basada en la agricultura, la cual había sido severamente afectada por las consecuencias de las guerras mundiales, para pasar a convertirse en una de las naciones más industrializadas del mundo y un país líder en el comercio internacional y en las exportaciones mundiales. Según el Índice de Desarrollo Humano, el país goza de un muy alto nivel de vida estándar y tiene la octava calidad de vida más alta del mundo según la revista europea de economía The Economist. Italia es el tercer país del mundo con más reservas de oro y es el tercer mayor contribuyente neto al Presupuesto de la Unión Europea. El país también es bien conocido por su influyente e innovador sector económico empresarial, lo que le hace una nación muy industrializada (siendo que Italia es el segundo país más fabricante de Europa después de Alemania), además de poseer un competitivo sector agrícola (Italia es el mayor productor de vino del mundo), y por sus creativos diseños con una alta calidad de fabricación en el sector de los automóviles, navales, industriales, electrodomésticos y de moda. Italia también es el mercado más grande de bienes de lujo dentro de Europa (tercero a nivel mundial) y la riqueza privada existente dentro del país es una de las más grandes del mundo.
A pesar de estos importantes logros, la economía del país sufre en la actualidad problemas estructurales y no estructurales. Tras haber experimentado un fuerte crecimiento de su producto interno bruto (PIB) durante el periodo 1945-1990, las tasas de crecimiento económico promedio anual de Italia durante las dos últimas décadas se situaron por debajo de la media del crecimiento de la Unión Europea. El lento y posterior estancamiento en el crecimiento económico italiano, y los esfuerzos políticos para revivirlo con gastos masivos por parte del gobierno a partir de la década de 1980 para adelante, produjeron finalmente un severo aumento en la deuda pública. Además, en los últimos años, la economía de Italia (al igual que los otros países europeos) fue golpeada por la Gran recesión económica mundial originada en el año 2008. En los últimos 8 años (desde 2009), el PIB italiano ha disminuido un 27 %, pasando de tener un PIB de 2.402.062 (2 billones, 402 mil millones de dólares) en el año 2008, a solo producir 1.850.735 (1 billón, 850 mil millones de dólares) para el año 2016. 
Cabe mencionar también que los niveles de vida italianos tienen una considerable división entre el Norte y el Sur del país: el PIB per cápita medio en las regiones del Norte de Italia es algo más alto que la media de la Unión Europea, mientras que algunas regiones y provincias del Sur de Italia están muy por debajo del promedio.
Históricamente se puede dividir el país en tres zonas económicas: el Norte es más industrializado y desarrollado, dominado por grandes empresas privadas y dónde se ubica el principal centro financiero del país, Milán; el Centro tiene una situación en la media europea; mientras el Sur es más agrícolo, menos desarrollado a nivel industrial y infraestructural, muy dependiente de los subsidios del gobierno, y con una de las más altas tasas de desempleo del país. Cabe destacar, sin embargo, que la economía sumergida es muy representada en el Sur, mientras que se vuelve menos intensa a medida que se avanza hacia el Norte. Esto lleva el Sur en condiciones económicas reales casi al nivel del Centro.

## Historia

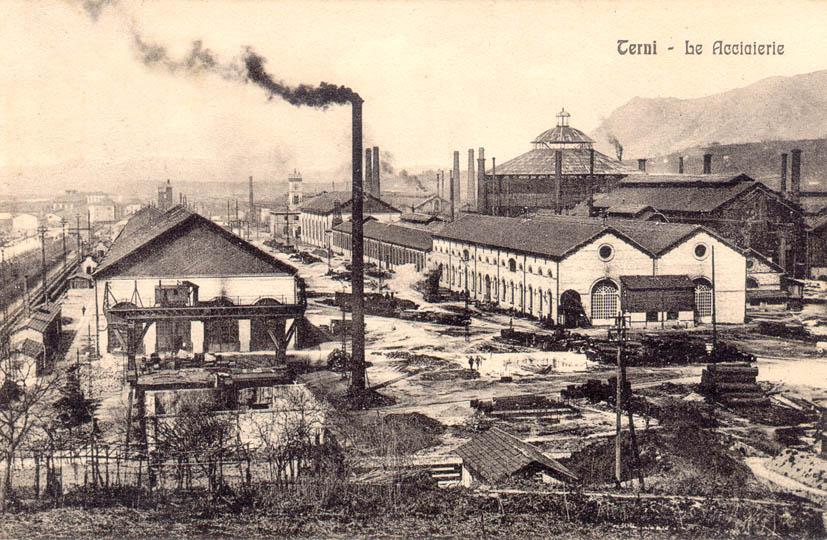
Fábricas de acero italianas ubicadas en Terni en el año 1910.

Antes de la Unificación de Italia en la mayor parte del Reino de las Dos Sicilias y de los Estados Pontificios estaban en vigor leyes y sistemas atrasados y patriarcales y la burguesía no existía, mientras, el Norte y en algunas otras partes del Centro, los  pequeños reinos y repúblicas que se sucedieron a lo largo del tiempo habían establecido un sistema promotor del comercio burgués. 
Después de la caída del Imperio romano de Occidente y del ascenso al poder de los  lombardos, en el norte de Italia la tradición de una cierta autonomía de los municipios había creado una burguesía audaz y existía una organización económica favorable al capitalismo, al comercio y a la industria. Por el contrario, en el Sur, las administraciones patriarcales de las diferentes dinastías reinantes a partir la Edad Media no habían creado todo esto, dejando una situación que favoreció el surgimiento del fenómeno de las mafias.
Con la unidad política de Italia y llegada de la Casa de Saboya, algunas de las industrias del Sur, ya en plena crisis, fueron, poco a poco, desmanteladas (como las ferrieras de Mongiana, en Calabria) o cerradas (como las filandas del área de Caserta). Sin embargo, gradualmente, muchos industriales del Norte abrieron fábricas en el Sur, encontrando pero dificultades burocráticas debido a un mal funcionamiento de las instituciones y a los problemas relacionados con el crimen organizado. Así que desde el siglo XIX el proceso de industrialización de Italia ha sido irregular: el norte ha estado tradicionalmente  más industrializado y ha tenido mayor renta per cápita, mientras el sur fue más rural (aunque hasta 1880 las tres principales ciudades fueron Nápoles, Roma y Palermo), más dependiente de la agricultura, más pobre y más conservador.
La industrialización fue en gran medida interconectada con el sector artesanal y se ubicó en las antiguas capitales políticas de la Italia preunitaria, mientras la industria de grandes factorías fue atraída por las cascadas del noroeste subalpino. A partir de la década de 1880, a medida que la modernización se aceleraba, las industrias italianas se concentraban en las regiones noroccidentales de Lombardia y Piamonte, con un gran auge de los sectores de la ingeniería mecánica y del textil especialmente en las ciudades de Turín y Milán, y con la región de Liguria, y sobre todo con la ciudad de Génova, que se convirtieron en un importante polo industrial para la construcción naval civil y militar.
La difusión del proceso de industrialización que caracterizó las partes  noroccidentales del país a partir de la década de 1880, excluyó por completo a grandes áreas en el Nordeste, del Centro y del Sur de Italia. Se podría pensar que la emigración italiana fue consecuencia de todo esto, pero en realidad  se debió principalmente a nuevas leyes en materia de migración y al gran número de transatlánticos que  zarpaban diariamente de los puertos de varias grandes ciudades italianas. La emigración afectó a casi 26 millones de italianos. La mayoría de los italianos emigrarían durante el periodo comprendido entre 1880 y 1914, dirigiéndose principalmente hacia Estados Unidos, Argentina y Brasil, y dando vida a la que se considera una de las migraciones masivas más grandes de las épocas contemporáneas. Durante la Primera Guerra Mundial, el Ejército Real Italiano aumentó de tamaño, ingresando al servicio durante la guerra a un total de 5 millones de soldados. Esto tuvo un costo terrible en vidas humanas, ya que al final de la Gran Guerra Italia había perdido alrededor de 700.000 soldados y tenía un déficit presupuestario de miles de millones de liras.

### Era Fascista (1922-1945)

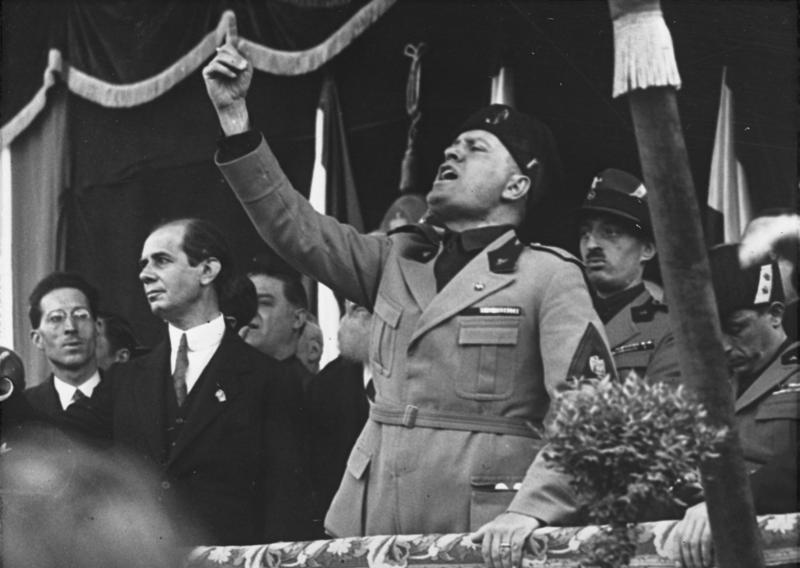
Discurso político de Benito Mussolini en la tribuna de la plaza de Milán en mayo de 1930.

Italia salió de la Primera Guerra Mundial en una condición pobre y debilitada. El Partido Nacional Fascista de Benito Mussolini llegó al poder en 1922, al final de un período de graves disturbios sociales. Sin embargo, una vez que Mussolini adquirió un dominio más firme del poder, el laissez-faire y el libre comercio fueron progresivamente abandonados a favor de la intervención del gobierno y el proteccionismo. El siguiente gráfico compara la evolución relativa a la  población y al  PIB  nominal y per cápita de Italia, a partir del año 1922 hasta el año 1945:
| Año  | PIB (PPA)            | PIB per cápita (PPA) | Población Total       |
| ---- | -------------------- | -------------------- | --------------------- |
| 1922 | US$ 91.177 millones  | US$ 2.394            | 38.086.000 habitantes |
| 1923 | US$ 98.457 millones  | US$ 2.560            | 38.460.000 habitantes |
| 1924 | US$ 99.935 millones  | US$ 2.575            | 38.810.000 habitantes |
| 1925 | US$ 105.588 millones | US$ 2.696            | 39.165.000 habitantes |
| 1926 | US$ 105.154 millones | US$ 2.662            | 39.502.000 habitantes |
| 1927 | US$ 101.971 millones | US$ 2.559            | 39.848.000 habitantes |
| 1928 | US$ 107.055 millones | US$ 2.664            | 40.186.000 habitantes |
| 1929 | US$ 110.925 millones | US$ 2.741            | 40.469.000 habitantes |
| 1930 | US$ 106.831 millones | US$ 2.619            | 40.791.000 habitantes |
| 1931 | US$ 106.488 millones | US$ 2.589            | 41.131.000 habitantes |
| 1932 | US$ 109.667 millones | US$ 2.647            | 41.431.000 habitantes |
| 1933 | US$ 109.351 millones | US$ 2.619            | 41.753.000 habitantes |
| 1934 | US$ 109.989 millones | US$ 2.613            | 42.093.000 habitantes |
| 1935 | US$ 116.891 millones | US$ 2.755            | 42.429.000 habitantes |
| 1936 | US$ 113.629 millones | US$ 2.658            | 42.750.000 habitantes |
| 1937 | US$ 125.973 millones | US$ 2.925            | 43.068.000 habitantes |
| 1938 | US$ 130.691 millones | US$ 3.010            | 43.419.000 habitantes |
| 1939 | US$ 140.192 millones | US$ 3.196            | 43.865.000 habitantes |
| 1940 | US$ 138.831 millones | US$ 3.131            | 44.341.000 habitantes |
| 1941 | US$ 137.512 millones | US$ 3.074            | 44.734.000 habitantes |
| 1942 | US$ 130.826 millones | US$ 2.907            | 45.004.000 habitantes |
| 1943 | US$ 111.632 millones | US$ 2.471            | 45.177.000 habitantes |
| 1944 | US$ 90.761 millones  | US$ 2.004            | 45.290.000 habitantes |
| 1945 | US$ 82.113 millones  | US$ 1.807            | 45.442.000 habitantes |

La Gran Depresión de 1929 (de consecuencias mundiales) llegó a afectar muy duramente a la economía de Italia. Tratando de manejar la crisis, el gobierno fascista nacionalizó las tenencias de grandes bancos que habían acumulado importantes valores industriales, estableciendo el Istituto per la Ricostruzione Industriale. Se formó una serie de entidades mixtas, cuyo propósito fue reunir a representantes del gobierno y de las principales empresas. Estos representantes discutieron la política económica y manipularon precios y salarios para satisfacer tanto los deseos del gobierno como los deseos de los negocios.
Este modelo económico basado en una asociación entre el gobierno y los negocios pronto se extendió a la esfera política, en lo que llegó a ser conocido como corporativismo. Al mismo tiempo, la política exterior agresiva de Benito Mussolini condujo a un gasto militar creciente de Italia. Después de la invasión a Etiopía, Italia intervino en España para apoyar a los nacionalistas de Franco en la guerra civil española. Para 1939, Italia tenía el mayor porcentaje de empresas estatales después de la Unión Soviética.
La participación de Italia en la Segunda Guerra Mundial como miembro de las Potencias del Eje requirió el establecimiento de una economía de guerra. La invasión a Italia por parte de los aliados el año 1943, finalmente hizo que la estructura política y la economía italiana se derrumbaran rápidamente. Los Aliados, por un lado, y los alemanes por el otro lado, asumieron paralelamente la administración de las diferentes áreas de Italia sujetándolas bajo su control. Al final de la Segunda Guerra Mundial, el ingreso PIB per cápita italiano estaba en su punto más bajo desde principios del siglo XX.

### Milagro Económico de Italia de Posguerra

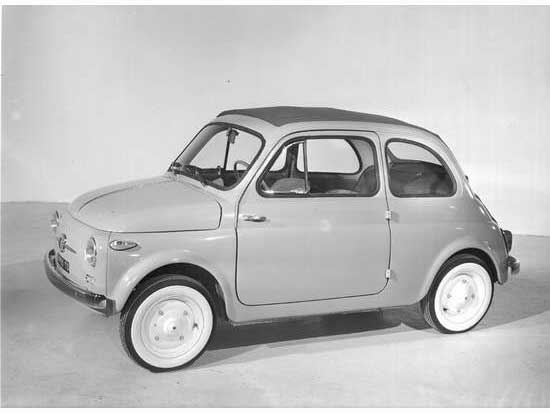
El Fiat 500, lanzado en 1957, es considerado un símbolo del milagro económico de Italia de la posguerra.

Después del final de la Segunda Guerra Mundial, Italia estaba en escombros y ocupada por ejércitos extranjeros, una condición que empeoró la brecha crónica de desarrollo hacia las economías europeas más avanzadas. Sin embargo, la nueva lógica geopolítica de la Guerra Fría hizo posible que el antiguo enemigo de Italia, un país bisagra entre Europa Occidental y el Mediterráneo, y ahora una nueva y frágil democracia amenazada por las fuerzas de ocupación de la OTAN , la proximidad de la Cortina de Hierro y la presencia de un partido comunista fuerte, fue considerado por los EE. UU. como aliado importante y recibo bajo plan de Marshall 1.204 millones de dólares de 1947 a 1951.[cita requerida]
El fin de la ayuda a través del Plan podría haber detenido la recuperación pero coincidió con un punto crucial en la guerra de Corea, cuya demanda de metal y productos manufacturados fue un estímulo adicional de la producción industrial italiana. Además, la creación en 1957 del Mercado Común Europeo con Italia como miembro fundador, proporcionó más inversiones y facilitó las exportaciones.
Estos desarrollos favorables, combinados con la presencia de una gran fuerza de trabajo, sentaron las bases para un crecimiento económico espectacular que duró casi ininterrumpidamente hasta las huelgas masivas del "Otoño Caliente" y el malestar social de 1969-70, que luego se combinaron con la posterior crisis petrolera de 1973, dándole un abrupto final a la prolongada etapa de crecimiento. Se ha calculado que la economía italiana experimentó una tasa media de crecimiento del PIB del 5,8% anual entre 1951-63 y 5% anual entre 1964-73. Los índices italianos de crecimiento se situaron en segundo lugar, pero muy cerca de los números alemanes en Europa, y entre los países de la OECE sólo Japón la superaba.

## Comercio exterior
En 2020, el país fue el noveno exportador más grande del mundo (US $ 532.6 mil millones en bienes, 2.8% del total mundial). En la suma de bienes y servicios exportados, alcanza los US $ 632.6 mil millones, ubicándose en el décimo lugar del mundo. En importaciones, en 2019, fue el décimo mayor importador del mundo: US $ 473.5 mil millones.

## Sector primario

### Agricultura
Italia produjo en 2018:

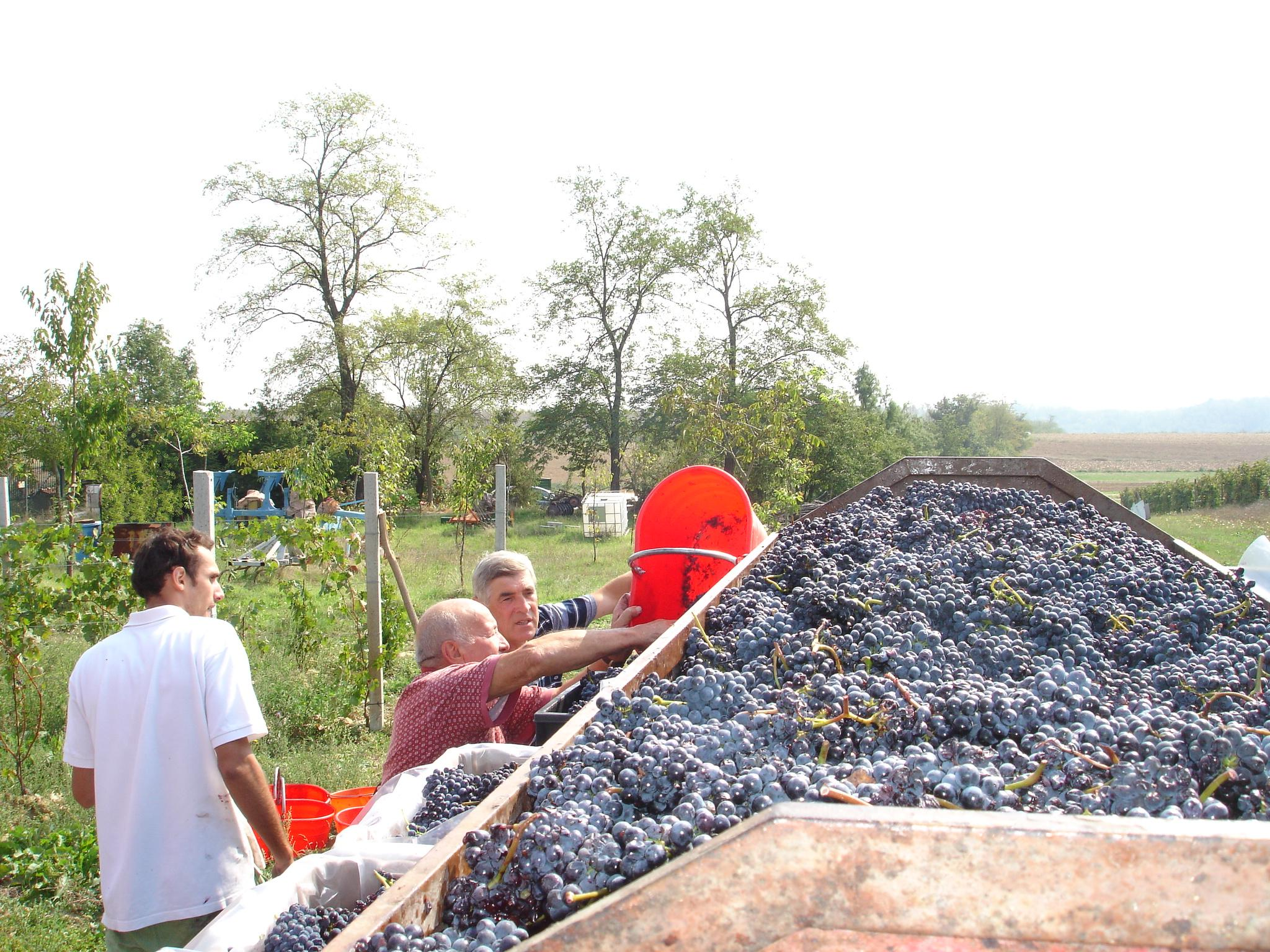
Cosechando uvas en Italia

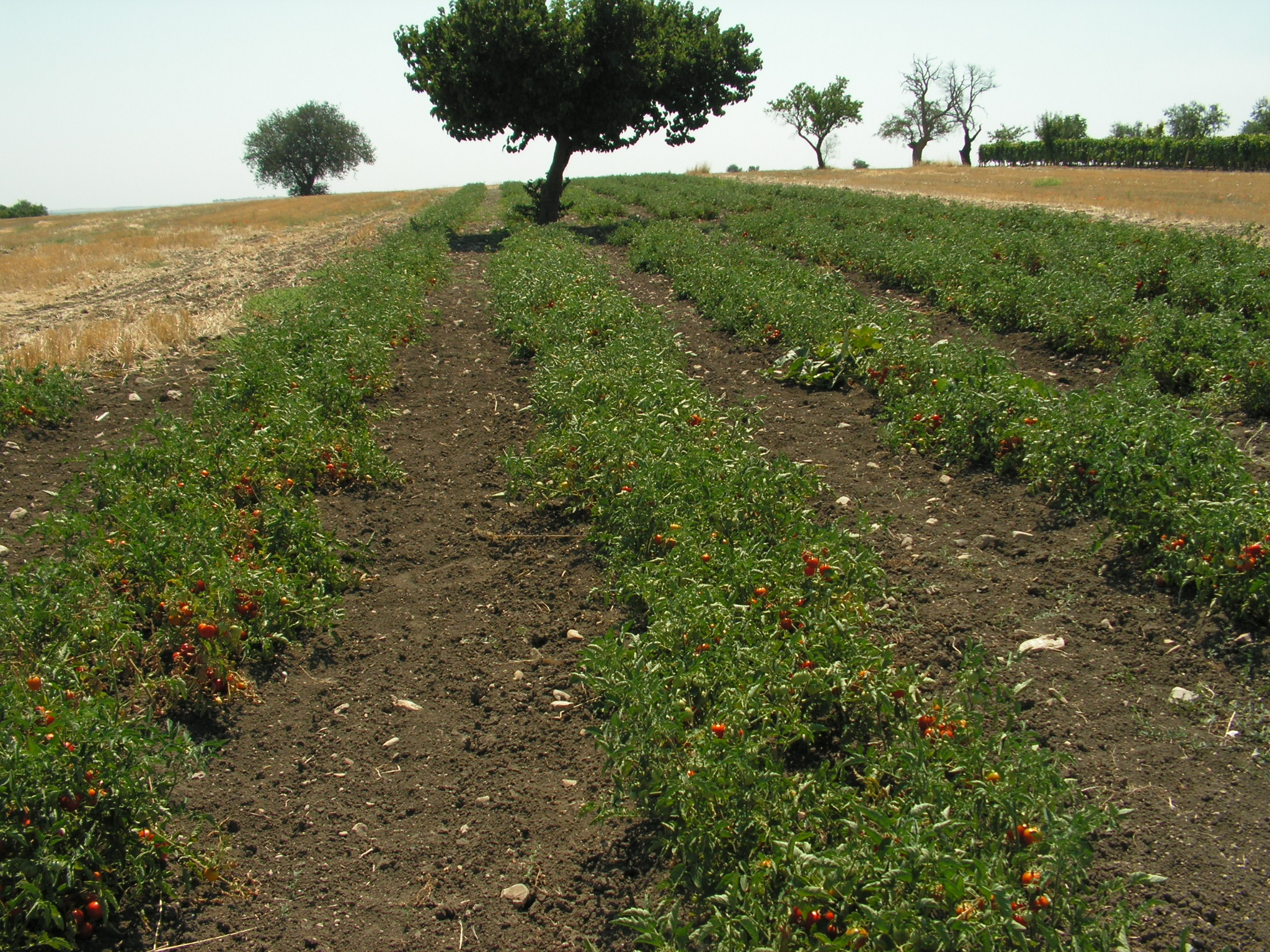
Plantación de tomate italiano

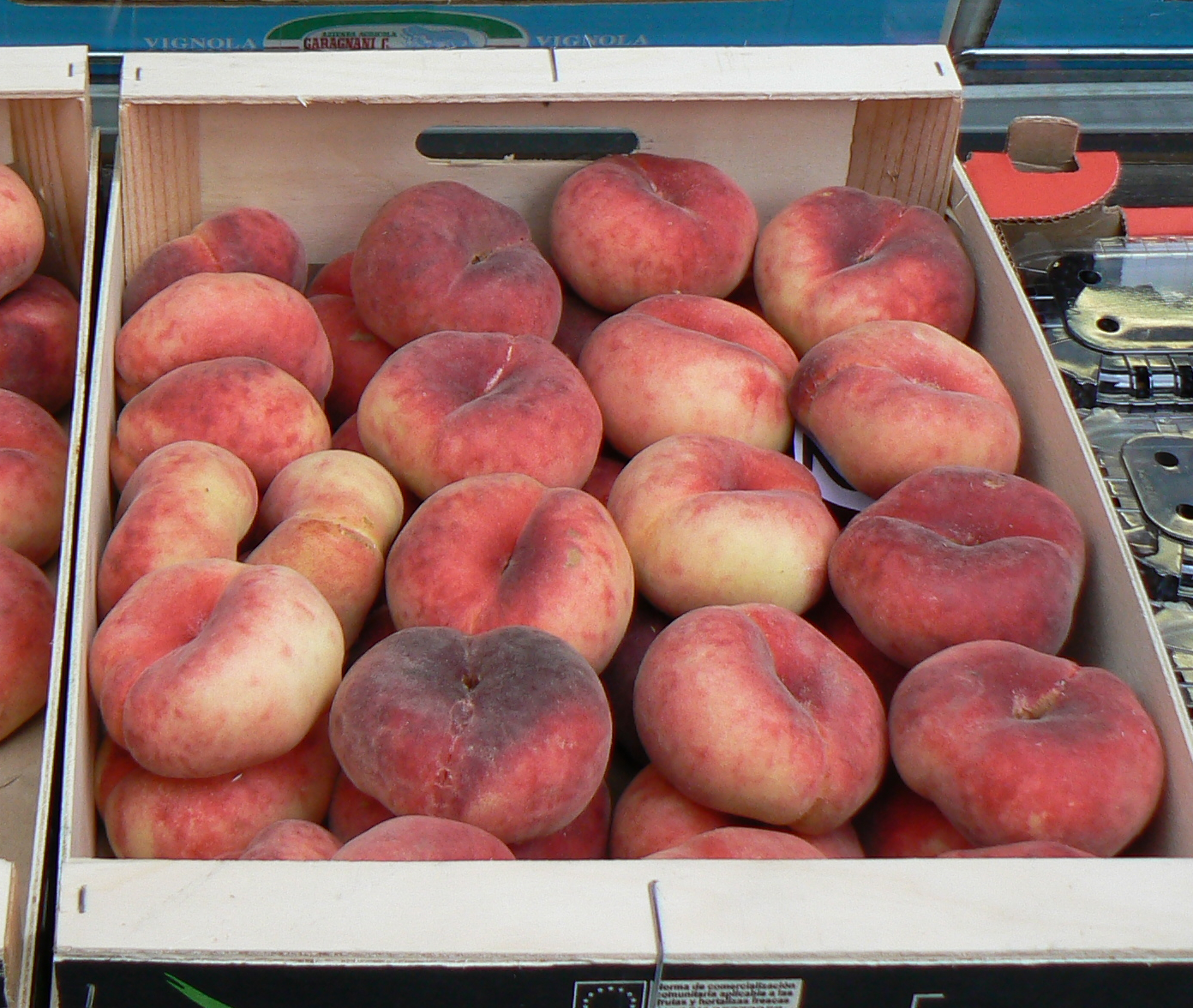
Pesche tabacchiere (paraguayos)

- 8,5 millones de toneladas de uva (segundo productor mundial, solo superado por China);
- 6,9 millones de toneladas de trigo;
- 6,1 millones de toneladas de maíz;
- 5,7 millones de toneladas de tomate (séptimo productor mundial);
- 2,4 millones de toneladas de manzana (sexto productor mundial);
- 1,9 millones de toneladas de remolacha azucarera (que sirve para producir azúcar y etanol);
- 1,8 millones de toneladas de aceituna (segundo productor mundial, solo superado por España);
- 1,5 millones de toneladas de naranja (decimotercer productor mundial);
- 1,5 millones de toneladas de arroz;
- 1,3 millones de toneladas de patata;
- 1,1 millones de toneladas de melocotón (segundo productor más grande del mundo, solo superado por China);
- 1,1 millones de toneladas de soja;
- 1 millón de toneladas de cebada;
- 716 mil toneladas de pera (tercer productor mundial, solo superado por China y Estados Unidos);
- 700 mil toneladas de mandarina;
- 607 mil toneladas de melón;
- 596 mil toneladas de calabaza;
- 581 mil toneladas de sandía;
- 562 mil toneladas de kiwi (segundo productor mundial, solo superado por China);
- 546 mil toneladas de zanahoria;
- 389 mil toneladas de alcachofa (mayor productor del mundo);

Además de rendimientos menores de otros productos agrícolas, como pimienta, cereza, berenjena, avellana, limón, avena, lechuga, achicoria, repollo, cebolla, ciruela, sorgo, espinaca, fresa, girasol, frijoles etc.

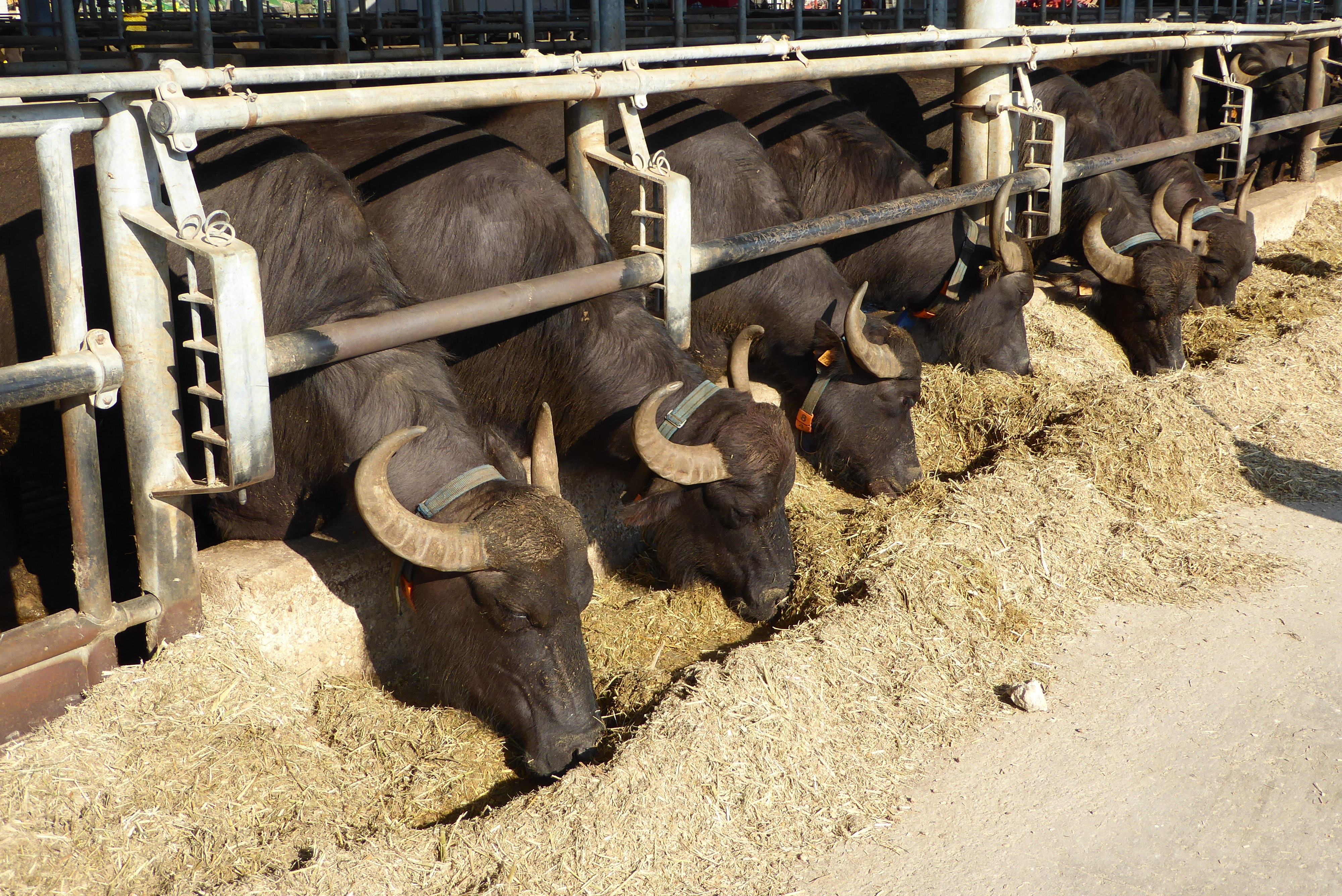
Búfalos en Italia. La leche se usa para hacer mozzarella.

El país tiene exportaciones agrícolas extremadamente variadas. En 2019, los más valiosos fueron: vino (U $ 7 mil millones), alimentos procesados (U $ 3,6 mil millones), queso (U $ 3,5 mil millones), macarrones (U $ 2,1 billones), tomate y productos elaborados con él (U $ 2 billones), productos elaborados con chocolate (U $ 2 billones), pasta (U $ 1,8 mil millones), café (U $ 1,7 mil millones), tabaco y productos elaborados con él (U $ 1,7 mil millones), aceite de oliva (U $ 1,5 mil millones), bebida destilada (U $ 1,3 mil millones), leguminosas s (U $ 1,2 mil millones), tocino y jamón (U $ 0,93 mil millones), manzana (U $ 0,8 mil millones), uva (U $ 0,7 mil millones), waffer (U $ 0,62 mil millones), arroz ($ 600 millones), salchicha cerdo ($ 0,54 mil millones) , carne de res ($ 0,52 mil millones), kiwi (U $ 0,48 mil millones), pienso (U $ 0,41 mil millones), además de varios tipos de jugo s de frutas , leches cárnicas y animales, aceites vegetales, harinas, azúcar, frutas diversas, entre otros productos.
Frente a ello, las actividades agrícolas han experimentado un considerable retroceso, tanto en ocupación de la población activa (4%), como en su participación en el PIB (2,2 %). La producción agrícola no abastece la demanda alimentaria de la población, y es especialmente escasa en la rama ganadera: ovino (Cerdeña), porcino (Emilia-Romaña). La agricultura se halla más extendida, con cultivos de cereales (trigo, arroz -primera productora europea-, maíz), leguminosas, plantas industriales (remolacha azucarera), hortalizas (pimientos, berenjenas, tomates y cebollas) y flores. Mención especial merece la fruticultura (peras, melocotones y manzanas en Emilia, Véneto y Campania; agrios en Sicilia), el olivo (en Liguria y el mezzogiorno), que genera la segunda producción mundial de aceite (435.300 t), y finalmente, la vid, cuyo cultivo sitúa a Italia a la cabeza de la producción mundial de vinos (68,6 millones de hl), reconocidos internacionalmente por su calidad.

### Ganadería
En ganadería
```
de 779 mil toneladas; decimoquinto productor mundial de 
leche de vaca
, con una producción de 12,4 mil millones de litros; el 28.º productor mundial de 
carne de pollo
, con una producción de 1 millón de toneladas; el sexto productor mundial de leche de 
búfalo
, con una producción de 249 millones de litros, entre otros.
[
37
]
```

## Sector secundario

### Industria
El Banco Mundial enumera los principales países productores cada año, según el valor total de la producción. Según la lista de 2019, Italia tenía la séptima industria más valiosa del mundo (297,9 mil millones de dólares).
En 2019, Italia fue el decimonoveno productor mundial de  vehículos en el mundo (0,9 millones) y el undécimo productor de acero (23,2 millones de toneladas). Italia es también uno de los 5 principales productores mundiales de vino (fue el mayor productor mundial en 2018) y el cuarto productor mundial de aceite de oliva.
El país es famoso por sus marcas de lujo y gana miles de millones de dólares anualmente como el mayor agregador pppppe valor del mundo. Marcas como Lamborghini, Ferrari, Maserati, Dolce & Gabbana, Gucci, Fendi, Valentino , Giorgio Armani, Gianfranco Ferré, Gianni Versace, Missoni dan márgenes de beneficio estratosféricos a las negociaciones italianas. El país importa materias primas como el cuero de los países más pobres y utiliza el material para fabricar ropa de lujo, zapato de lujo o asiento de cuero de automóviles de lujo, multiplicando el valor del producto cientos de veces. 
Durante la fase inicial de la industrialización del país, concentrada especialmente en el norte la principal industria fue la industrial textil. Durante el siglo XX llegaron a ser importantes otras industrias como la industria de la automotriz. La actividad industrial ha sido el motor del desarrollo italiano, especialmente desde en la segunda mitad del siglo XX, y el actual eje de su economía.
Entre las principales empresas del país por sector se encuentran: Stellantis Italy, Iveco, Ducati, Piaggio (vehículos de motor); Pirelli (fabricación de neumáticos); Enel (energía); Eni (petroquímicos); Indesit, De'Longhi (electrodomésticos); Leonardo que ha absorbido a Alenia Aermacchi, AgustaWestland y Oto Melara (defensa); Avio, Telespazio (espacio); Beretta (armas de fuego); Armani, Versace, Dolce & Gabbana, Gucci, Benetton, Prada, Luxottica, Fendi (moda); Bulgari (joyería); Ferrero, Barilla, Autogrill, Lavazza, Kimbo, Perfetti Van Melle, Parmalat (alimentos y bebidas); Techint (acero); Webuild, Mundys, Italcementi (construcciones); Mapei (materiales de construcción); TIM, RAI, Mediaset, Wind Tre, Vodafone Italia (comunicaciones); Assicurazioni Generali, Unipol (seguro); UniCredit, Intesa Sanpaolo (bancario); Ferrari, Maserati, Lamborghini (vehículos de lujo); Fincantieri (construcción naval); Costa Crociere, Gruppo Grimaldi (transporte naval); Mediaset, De Agostini, RCS MediaGroup (promedio); Laterza, Sellerio (publicación).

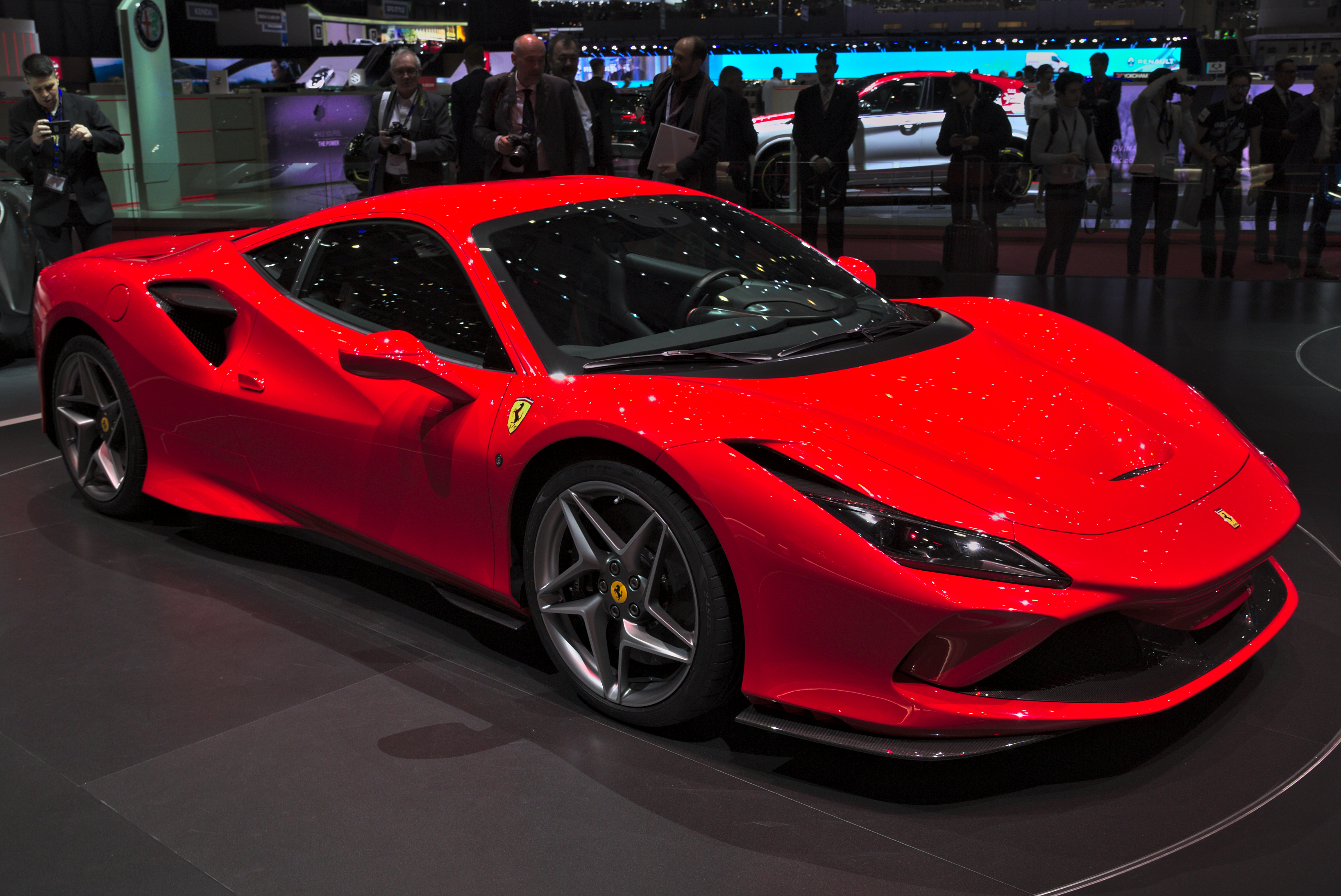
Automóvil de la marca Ferrari

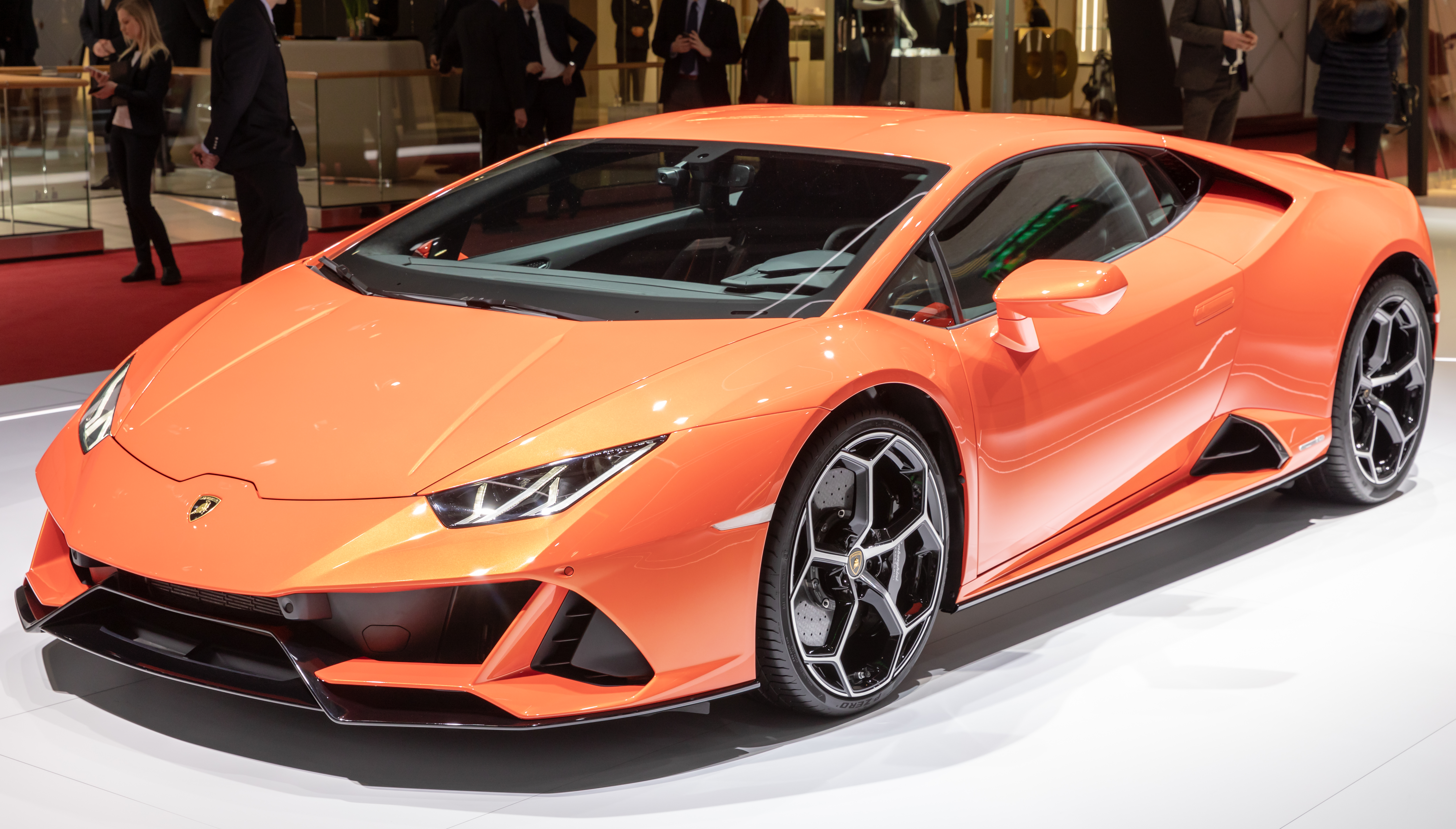
Automóvil de la marca Lamborghini

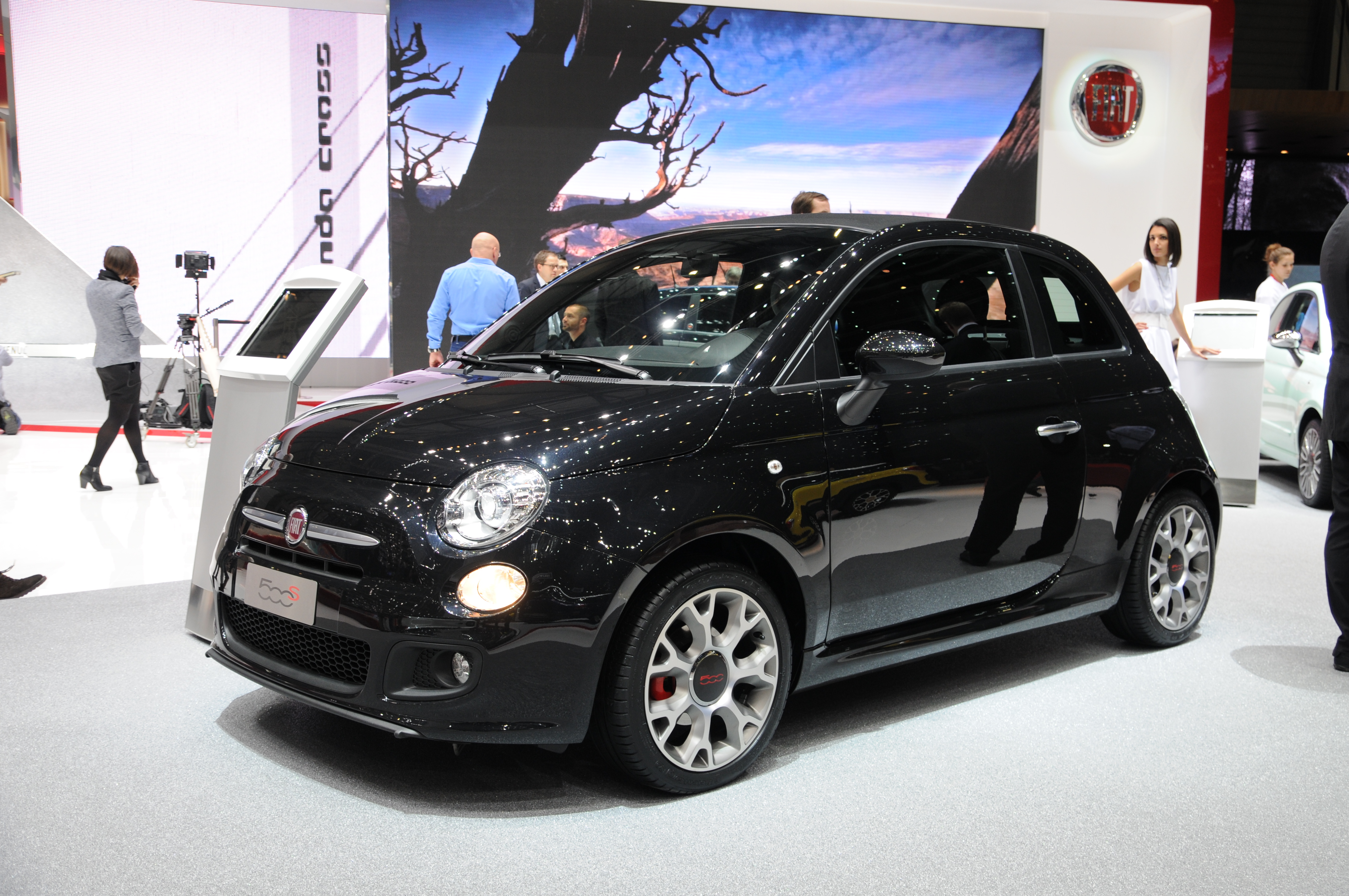
Automóvil de la marca Fiat

Entre sus principales empresas automotrices se encuentran:
- Abarth
- Alfa Romeo
- Ansaldo
- Aquila Italiana
- Autobianchi
- Ceirano
- Chiribiri
- De Tomaso
- Ducati
- Diatto
- Ferrari
- Fiat
- Fiat Group Automobiles
- Fiat Professional
- FLAG
- Iso Rivolta
- Isotta Fraschini
- Itala (automóviles)
- Lamborghini
- Lancia
- Maserati
- Nazzaro
- Officine Meccaniche
- Pagani
- Piaggio

### Minería
La extracción de recursos naturales en Italia es limitada, debido a la ausencia de grandes cantidades de reservas naturales en el país. Italia depende de las importaciones de otros países para fabricar sus productos industrializados. Algunas reservas minerales expresivas - hierro, aluminio, carbón, granito y fosfato - se encuentran en el sur del país.
En general, la producción de minerales es baja y sin grandes destaques, y no se encuentra entre los mayores productores mundiales de casi ningún mineral. En 2019, se dijo que el país era el 19 mayor productor mundial de azufre, además de ser el decimoquinto productor mundial de  sal.

### Energía

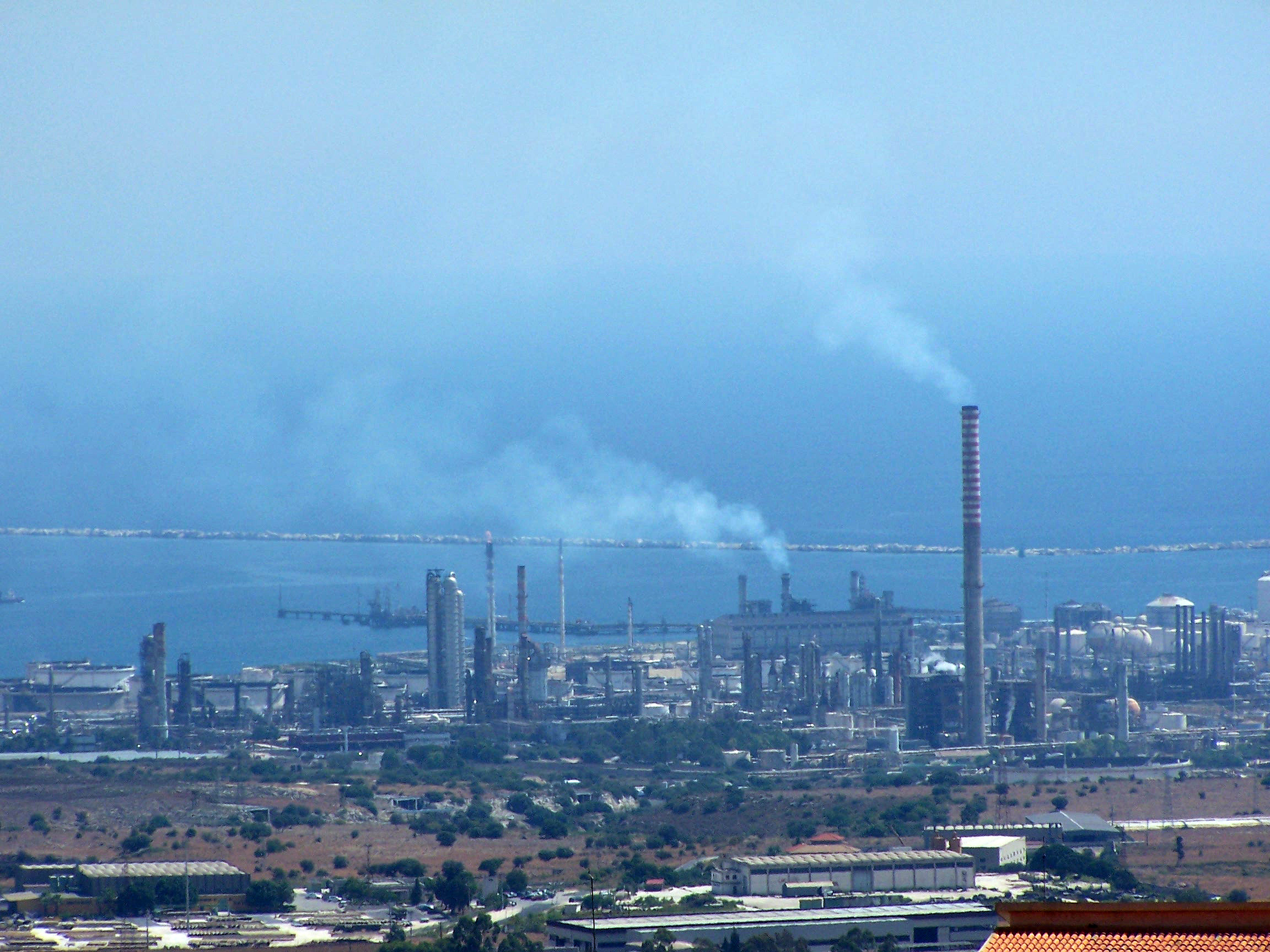
Pólo petroquímico en Priolo Gargallo (Siracusa).

En energías no renovables, en 2020, el país fue el 40.º productor mundial de petróleo, extrayendo 100.500 barriles / día. En 2019, el país consumió 1,26 millones de barriles / día (el 17 ° consumidor más grande del mundo). El país fue el octavo mayor importador de petróleo del mundo en 2013 (1,34 millones de barriles / día). En 2016, Italia fue el 48.º productor mundial de gas natural, 5700 millones de m³ por año. El país fue el tercer mayor importador de gas del mundo en 2011: 70 200 millones de m³ por año, principalmente de Rusia.
En energías renovables, en 2020, Italia fue el décimo productor de energía eólica del mundo, con 10,8 GW de potencia instalada, y el sexto productor de energía solar del mundo, con 21, 6 GW de potencia instalada. En 2019, el país fue el undécimo más grande del mundo en potencia instalada de energía hidroeléctrica: 22,6 GW.

## Sector terciario
Las actividades terciarias han experimentado el auge que caracteriza a las economías desarrolladas: aportan el 74,4 % de la población activa y ocupan al 68,8 % del PIB. El crecimiento económico del país ha llevado consigo el desarrollo del sector financiero, del comercio, los transportes y diversas compañías de servicios, así como de un numeroso funcionariado, que se ha convertido en una de las más pesadas cargas que arrastra el país. Italia cuenta con una densa red de transportes terrestres, complementada por grandes instalaciones portuarias (Génova, Trieste, Livorno, Cagliari, Gioia Tauro) e importantes aeropuertos (Roma-Fiumicino, Milán-Linate). El sector turístico cuenta con el atractivo de sus riquezas naturales (costa del Adriático, la Riviera, los Alpes y sus lagos), pero también históricas y artísticas (Florencia, Pompeya, Roma, Venecia), sin olvidar la atracción que ejerce la Ciudad del Vaticano sobre todo el mundo católico. 

### Turismo
En 2018, Italia fue el quinto país más visitado del mundo, con 62,1 millones de turistas internacionales, solo superado por España, Francia, Estados Unidos y China. Los ingresos por turismo este año fueron de $ 49,2 mil millones. La mayor fuente de ingresos terciarios es el turismo: el país es un polo turístico conocido internacionalmente, y sus numerosos atractivos y puntos de interés atraen anualmente a millones de turistas de las más variadas partes del mundo. El turismo es la principal fuente de ingresos de varias ciudades italianas como Roma, Nápoles y Venecia. Si contamos todos los restaurantes, hoteles y tiendas y redes comerciales, todos dependientes del turismo, en diferentes niveles de importancia, el comercio representa el 17% del PIB italiano y emplea a más de cuatro millones de personas.

Coliseo romano
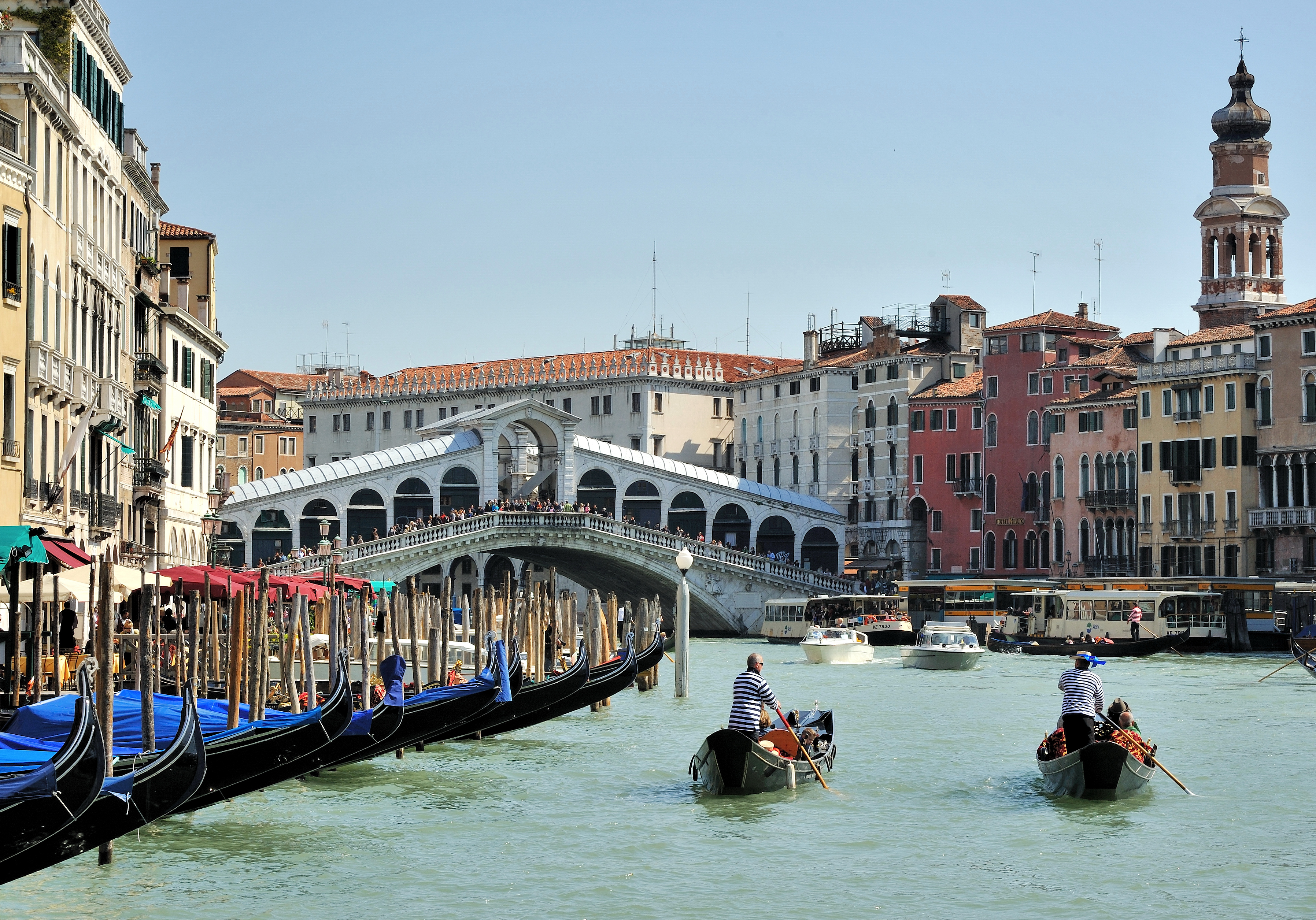
Góndolas en Venecia
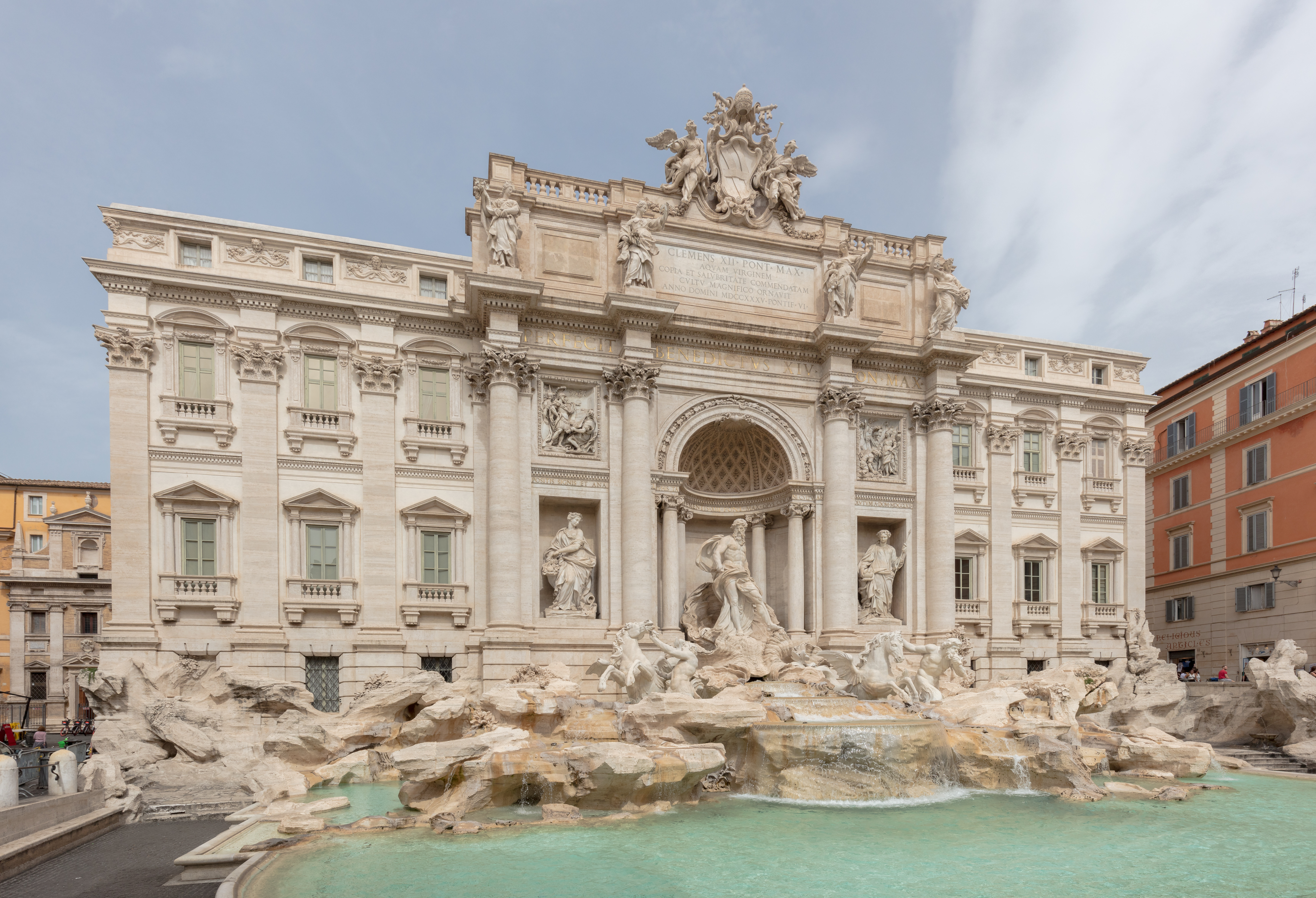
Fontana di Trevi
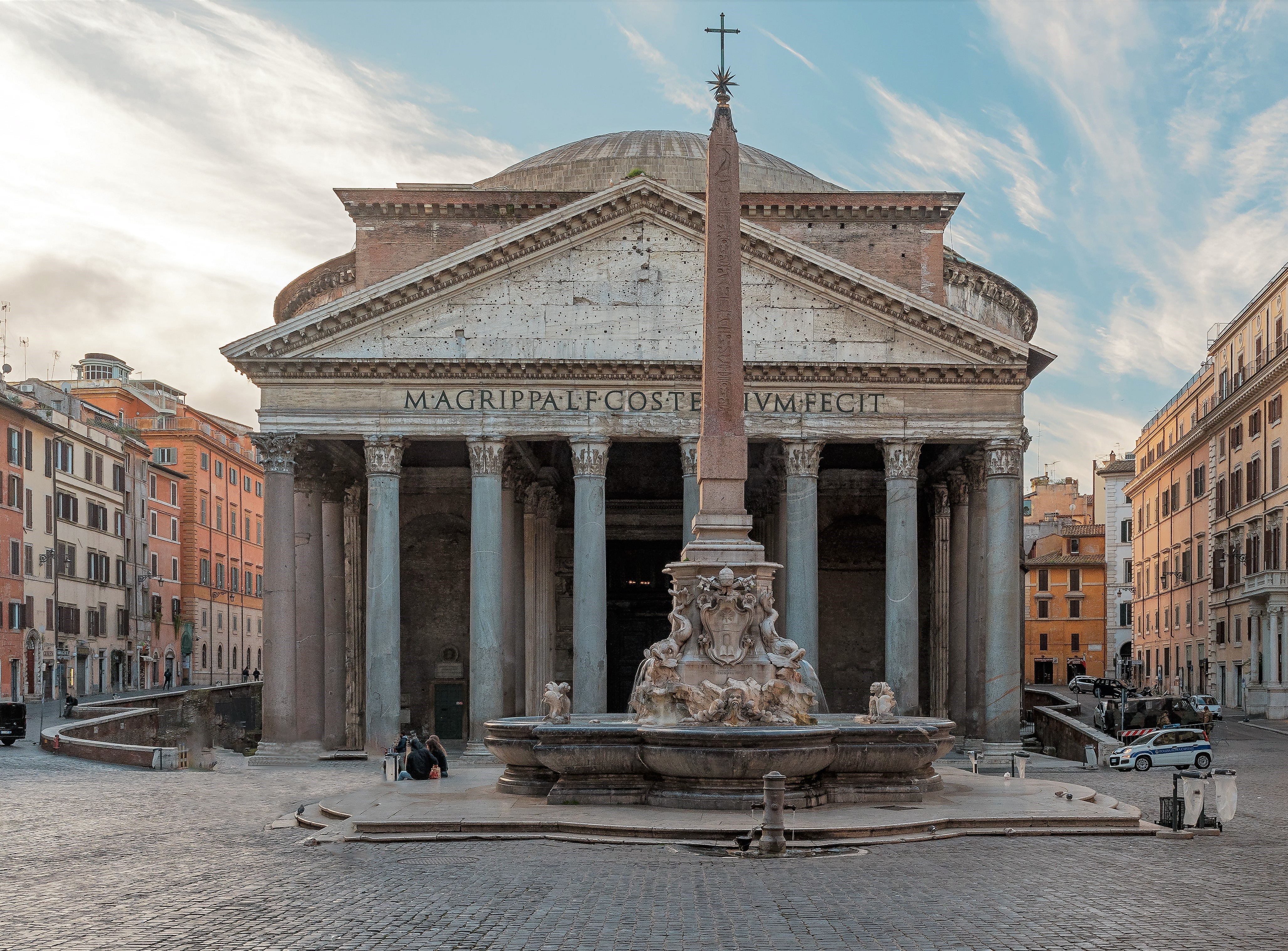
Pantheon de Roma

### Puertos
Los 15 puertos comerciales y turísticos más grandes e importantes de Italia son (en orden de importancia):
- Génova
- Trieste
- Livorno
- Cagliari
- Gioia Tauro
- Rávena
- Venecia
- Messina
- Augusta
- Nápoles
- Tarento
- La Spezia
- Savona
- Salerno
- Civitavecchia

## Moneda
Su moneda anterior era la lira italiana; desde el 1 de enero de 2002 es el euro.

## Evolución histórica de la Economía Italiana (producto interno bruto)

### Economía italiana de la década de 1960
A comienzos de la década de 1960, Italia poseía un producto interno bruto (nominal) de USD 40.385 millones. Para el año 1969, el PIB del país llegó a los USD 97.085 millones. La economía italiana tuvo un crecimiento del 140,3 % durante esta década con respecto al PIB del año 1960. 
| Producto interno bruto de Italia 1960-1969 |
| ------------------------------------------ |
|                                            |
| Fuente: Fondo Monetario Internacional      |
| Gráfica elaborada por: Wikipedia           |

### Economía italiana en la década de 1970
A comienzos de la Años 70, Italia poseía un producto interno bruto (nominal) de USD 113.021 millones. Para el año 1979, el PIB del país llegó a los USD 392.379 millones. La economía italiana tuvo un crecimiento del 247,1% durante esta década con respecto al PIB del año 1970. 
| Producto interno bruto de Italia 1970-1979 |
| ------------------------------------------ |
|                                            |
| Fuente: Banco Mundial                      |
| Gráfica elaborada por: Wikipedia           |

### Economía italiana en la década de 1980
A comienzos de la Años 80, Italia poseía un producto interno bruto (nominal) de USD 483.592 millones. Para el año 1989, el PIB del país llegó a los USD 939.875 millones. La economía italiana tuvo un crecimiento del 94,3% durante esta década con respecto al PIB del año 1980. 
| Producto interno bruto de Italia 1980-1989            |
| ----------------------------------------------------- |
|                                                       |
| Fuente: Fondo Monetario Internacional y Banco Mundial |
| Gráfica elaborada por: Wikipedia                      |

### Economía italiana en la década de 1990
A comienzos de la Años 90, Italia alcanzó los 1 billón de dólares. La economía italiana poseía un producto interno bruto (nominal) de USD 1.173.063 (1 billón 173.063 millones de dólares) en 1990. Para el año 1999, el PIB del país llegó a los USD 1.250.203 millones. La economía italiana tuvo un crecimiento del 6,5% durante esta década con respecto al PIB del año 1990. 
| Producto interno bruto de Italia 1990-1999            |
| ----------------------------------------------------- |
|                                                       |
| Fuente: Fondo Monetario Internacional y Banco Mundial |
| Gráfica elaborada por: Wikipedia                      |

### Economía italiana en la Década de 2000
A comienzos de la Años 2000, Italia poseía un producto interno bruto (nominal) de USD 1.145.109 (1 billón 145.109 millones de dólares). Para el año 2009, el PIB del país llegó a los USD 2.190.700 millones (2 billónes 190.700 millones de dólares) La economía italiana tuvo un crecimiento del 91.3% durante esta década con respecto al PIB del año 2000. El producto interno bruto (PIB) real per cápita, aumentó en el período 1969-1998, en el cual el país tenía su moneda nacional, la lira, en un 104%, mientras que en el período 1999-2016, donde el país ya había adoptado el euro, cayeron en un 0,75%. Al mismo tiempo, desde 1999, ha comenzado el empinado descenso de Italia en términos de desarrollo. Fiat ha dejado de dominar el mercado automotor europeo y el país ha perdido su posición de liderazgo como productor de electrodomésticos blancos. Muchas fábricas han sido cerradas y varias empresas grandes se han trasladado a otros países.
| Producto interno bruto de Italia 2000-2009            |
| ----------------------------------------------------- |
|                                                       |
| Fuente: Fondo Monetario Internacional y Banco Mundial |
| Gráfica elaborada por: Wikipedia                      |

### Economía italiana en la Década de 2010
A comienzos de la Años 10, Italia poseía un producto interno bruto (nominal) de USD 2.129.020 (2 billónes 129.021 millones de dólares). Para el año 2018, el PIB del país llegó a los USD 2.181.970 (2 billónes 181.970 millones de dólares). Hasta la actualidad (2017) la economía italiana tuvo un crecimiento nominal del 2,48% durante esta década con respecto al PIB del año 2010. 
| Producto interno bruto de Italia 2010-2017            |
| ----------------------------------------------------- |
|                                                       |
| Fuente: Fondo Monetario Internacional y Banco Mundial |
| Gráfica elaborada por: Wikipedia                      |

## Evolución histórica del PIB per cápita

### Década de 1960
El PIB per cápita de Italia a principios de los Años 60 fue de 802 dólares. A finales de la década (1969), Italia llegó a los 1.808 dólares, habiendo elevado en un 125,4% su PIB per cápita con respecto a 1960.
| Año  | PIB per cápita en Dólar US$ |
| 1960 | 802 dólares                 |
| 1961 | 884 dólares                 |
| 1962 | 987 dólares                 |
| 1963 | 1.122 dólares               |
| 1964 | 1.217 dólares               |
| 1965 | 1.299 dólares               |
| 1966 | 1.397 dólares               |
| 1967 | 1.528 dólares               |
| 1968 | 1.647 dólares               |
| 1969 | 1.808 dólares               |

### Década de 1970
El PIB per cápita de Italia a principios de los Años 70 fue de 2.095 dólares. A finales de la década (1979), Italia llegó a los 6.958 dólares, habiendo elevado en un 281,0% su PIB per cápita con respecto a 1970.
| Año  | PIB per cápita en Dólar US$ |
| 1970 | 2.095 dólares               |
| 1971 | 2.293 dólares               |
| 1972 | 2.653 dólares               |
| 1973 | 3.184 dólares               |
| 1974 | 3.597 dólares               |
| 1975 | 4.083 dólares               |
| 1976 | 4.010 dólares               |
| 1977 | 4.580 dólares               |
| 1978 | 5.583 dólares               |
| 1979 | 6.958 dólares               |

### Década de 1980
El PIB per cápita de Italia a principios de los Años 80 fue de 8.576 dólares. A finales de la década (1989), Italia llegó a los 16.591 dólares, habiendo elevado en un 133,4% su PIB per cápita con respecto a 1980.
| Año  | PIB per cápita en Dólar US$ |
| 1980 | 8.576 dólares               |
| 1981 | 7.765 dólares               |
| 1982 | 7.668 dólares               |
| 1983 | 7.951 dólares               |
| 1984 | 7.855 dólares               |
| 1985 | 8.111 dólares               |
| 1986 | 11.485 dólares              |
| 1987 | 14.415 dólares              |
| 1988 | 15.966 dólares              |
| 1989 | 16.591 dólares              |

### Década de 1990
El PIB per cápita de Italia a principios de los Años 90 fue de 20.691 dólares. A finales de la década (1999), Italia llegó a los 21.968 dólares, habiendo elevado en un 43,23% su PIB per cápita con respecto a 1990.
| Año  | PIB per cápita en Dólar US$ |
| 1990 | 20.691 dólares              |
| 1991 | 21.844 dólares              |
| 1992 | 23.159 Dólares              |
| 1993 | 18.610 dólares              |
| 1994 | 19.186 dólares              |
| 1995 | 20.609 dólares              |
| 1996 | 23.033 dólares              |
| 1997 | 21.812 dólares              |
| 1998 | 22.284 dólares              |
| 1999 | 21.968 dólares              |

### Década de 2000
El PIB per cápita de Italia a principios de los Años 2000 fue de 20.117 dólares. A finales de la década (2009), Italia llegó a los 37.130 dólares, habiendo elevado en un 143,0% su PIB per cápita con respecto al año 2000.
| Año  | PIB per cápita en Dólar US$ | PIB per cápita en Euro €$ |
| 2000 | 20.117 dólares              | 21.800 Euros              |
| 2001 | 20.423 dólares              | 22.800 Euros              |
| 2002 | 22.303 dólares              | 23.600 Euros              |
| 2003 | 27.527 dólares              | 24.200 Euros              |
| 2004 | 31.320 dólares              | 25.000 Euros              |
| 2005 | 32.066 dólares              | 25.600 Euros              |
| 2006 | 33.486 dólares              | 26.500 Euros              |
| 2007 | 37.890 dólares              | 27.400 Euros              |
| 2008 | 40.954 dólares              | 27.600 Euros              |
| 2009 | 37.130 dólares              | 26.400 Euros              |

### Década de 2010
El PIB per cápita de Italia a principios de los Años 10 fue de 35.969 dólares. Hasta mediados de la década (2016), Italia llegó a los 30.507 dólares, habiendo decrecido en un 51,4% su PIB per cápita con respecto al año 2010.
| Año  | PIB per cápita en Dólar US$ | PIB per cápita en Euro €$ |
| 2010 | 35.969 dólares              | 26.800 Euros              |
| 2011 | 38.379 dólares              | 27.300 Euros              |
| 2012 | 34.919 dólares              | 26.700 Euros              |
| 2013 | 35.707 dólares              | 26.500 Euros              |
| 2014 | 35.457 dólares              | 26.700 Euros              |
| 2015 | 30.032 dólares              | 27.100 Euros              |
| 2016 | 30.507 dólares              | 27.600 Euros              |
| 2017 | 30.747 dólares              | 28.000 Euros              |
| 2018 |                             |                           |
| 2019 |                             |                           |

### Datos económicos de la población
Población ocupada
30,3 millones aproximadamente en 2016.
Población ocupada por sectores
- Agricultura: 1,99%
- Industria: 20,06%
- Servicios: 77,95%

## Comercio exterior

### Importaciones
Se presentan a continuación las mercancías de mayor peso en las importaciones de Italia para el período 2010-hasta julio de 2015. Las cifras están expresadas en dólares estadounidenses valor FOB.

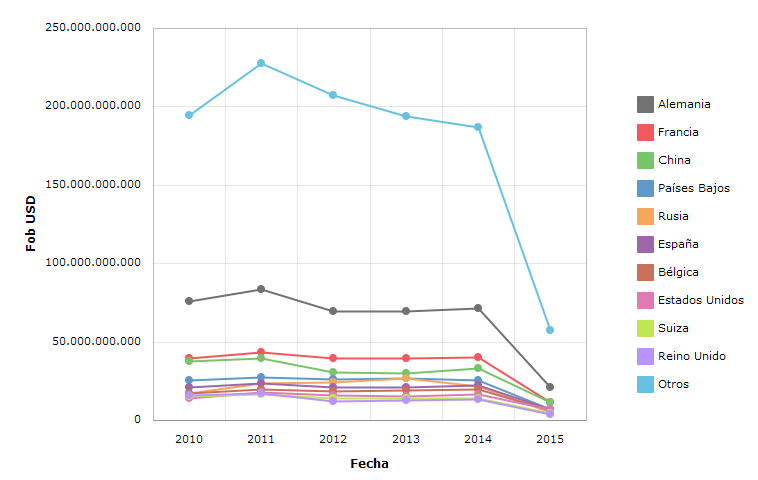
Importaciones de Italia del periodo 2010- hasta abril de 2015. [http://trade.nosis.com/es/Comex/Importacion-Exportacion/Italia/Todas-las-posiciones-arancelarias/IT/00 Fuente

| Fecha Mercadería por capítulo arancelario | 2010            | 2011            | 2012            | 2013            | 2014            | enero-julio de 2015 |
| --- | --------------- | --------------- | --------------- | --------------- | --------------- | ------------------- |
| 27 - combustibles minerales, aceites minerales y productos de su destilación; materias bituminosas; ceras minerales                                                                                  | 88.935.523.539  | 111.564.759.163 | 108.003.742.845 | 93.558.266.182  | 75.129.562.196  | 38.085.313.514      |
| 84 - calderas, máquinas, aparatos y artefactos mecánicos; partes de estas máquinas o aparatos | 39.733.210.310  | 42.602.789.320  | 37.787.769.358  | 38.922.934.234  | 42.255.477.116  | 13.556.489.059      |
| 87 - vehículos automóviles, tractores, velocípedos y demás vehículos terrestres, sus partes y accesorios                                                                                             | 41.450.460.799  | 43.094.629.723  | 31.891.186.487  | 32.432.045.906  | 35.807.897.352  | 12.808.450.917      |
| 85 - máquinas, aparatos y material eléctrico, y sus partes | 44.742.452.087  | 43.664.352.890  | 33.932.708.780  | 31.675.862.908  | 31.716.237.750  | 10.936.418.571      |
| 30 - medicamentos envasados | 18.446.698.226  | 21.062.682.110  | 20.372.511.600  | 20.863.428.498  | 21.333.337.870  | 6.806.630.528       |
| 39 - plásticos y sus derivados | 18.501.107.774  | 21.384.401.032  | 18.850.784.856  | 19.915.666.890  | 20.522.533.910  | 6.176.447.053       |
| 72 - hierro y acero de fundición | 19.060.163.757  | 24.323.849.870  | 18.325.870.744  | 18.234.586.285  | 18.950.247.848  | 6.107.345.500       |
| 29 - productos químicos orgánicos | 14.802.376.160  | 17.257.068.005  | 16.907.766.549  | 18.171.674.492  | 16.358.888.143  | 5.155.059.596       |
| 90 - instrumentos y aparatos de óptica, fotografía o cinematografía, de medida, control o precisión; instrumentos y aparatos medicoquirúrgicos; partes y accesorios de estos instrumentos o aparatos | 11.050.594.700  | 11.742.290.352  | 10.702.610.982  | 11.195.981.861  | 12.030.212.589  | 3.971.112.283       |
| 71 - perlas naturales o cultivadas, piedras preciosas o semipreciosas, metales preciosos, chapados de metal precioso (plaque) y manufacturas de estas materias; bisutería; monedas                   | 9.168.386.015   | 12.077.750.049  | 12.886.822.557  | 10.578.921.225  | 10.367.435.190  | 4.228.637.926       |
| Demás capítulos | 167.870.751.611 | 191.671.544.882 | 168.657.231.283 | 172.678.677.745 | 179.081.061.121 | 54.926.531.079      |
| Total | 473.761.724.980 | 540.446.117.397 | 478.319.006.042 | 468.228.046.225 | 463.552.891.085 | 142.758.436.026     |

### Exportaciones
Se presentan a continuación los principales socios comerciales de Italia para el periodo 2010-hasta julio de 2015. La mayoría de sus importadores están en Europa salvo Estados Unidos, China, Rusia y Turquía. Las cifras expresadas son en dólares estadounidenses.

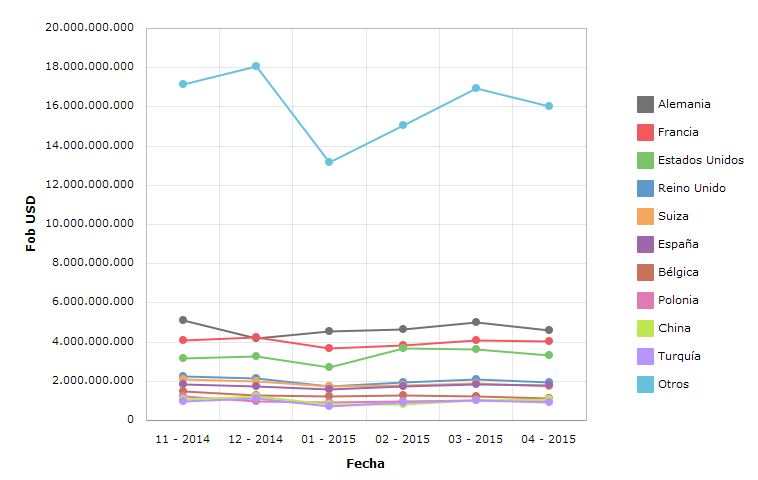
Exportaciones de Italia del periodo noviembre 2014-abril de 2015. [http://trade.nosis.com/es/Comex/Importacion-Exportacion/Italia/Todas-las-posiciones-arancelarias/IT/00 Fuente

| Fecha País importador | 2010            | 2011            | 2012            | 2013            | 2014            | enero-julio de 2015 |
| --------------------- | --------------- | --------------- | --------------- | --------------- | --------------- | ------------------- |
| Alemania              | 57.168.976.131  | 66.657.964.316  | 61.755.522.798  | 63.414.361.699  | 65.693.743.655  | 18.724.080.365      |
| Francia               | 50.949.386.341  | 58.568.844.370  | 54.588.081.872  | 55.150.510.768  | 54.880.772.099  | 15.604.964.182      |
| Estados Unidos        | 26.850.346.402  | 31.090.697.163  | 34.146.560.171  | 35.771.494.421  | 39.441.529.367  | 13.294.959.244      |
| Suiza                 | 21.234.549.603  | 28.315.138.568  | 29.431.295.751  | 27.101.041.294  | 25.305.469.179  | 7.172.943.323       |
| Reino Unido           | 23.544.109.986  | 23.935.459.846  | 23.875.539.862  | 25.525.319.786  | 27.212.492.220  | 7.743.407.954       |
| España                | 25.472.097.302  | 26.685.932.579  | 23.108.191.201  | 22.348.634.209  | 23.434.204.905  | 6.983.577.497       |
| Bélgica               | 11.192.066.704  | 12.995.100.116  | 12.937.608.774  | 14.784.626.219  | 17.163.372.775  | 4.878.383.107       |
| China                 | 11.384.727.648  | 13.594.319.341  | 11.535.893.839  | 13.048.225.321  | 13.900.059.989  | 3.704.856.981       |
| Turquía               | 10.498.140.771  | 12.990.123.827  | 13.442.196.259  | 13.268.948.163  | 12.746.956.041  | 3.538.665.970       |
| Rusia                 | 10.478.799.594  | 12.715.472.491  | 12.824.807.346  | 14.322.484.275  | 12.702.775.009  | 2.415.406.270       |
| Resto del mundo       | 189.337.057.900 | 215.422.247.851 | 212.152.827.285 | 221.700.386.175 | 225.004.271.245 | 62.701.313.640      |
| Total                 | 438.110.258.383 | 502.971.300.467 | 489.798.525.160 | 506.436.032.330 | 517.485.646.482 | 146.762.558.533     |